# Haifom

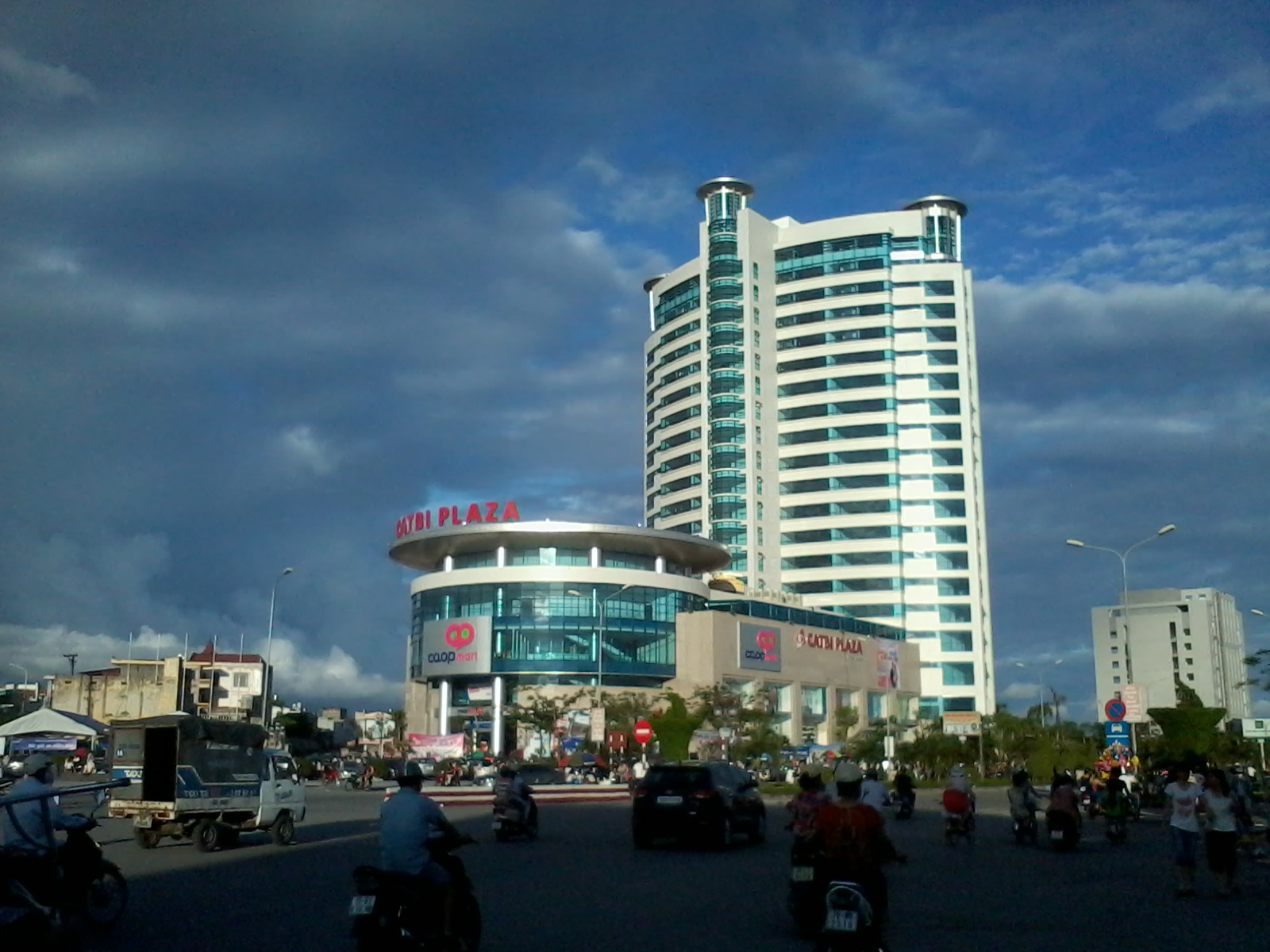
Prédios comerciais em Haifom

Haifom ou Haifongue (em vietnamita: Hải Phòng) é uma cidade com estatuto de província localizada no norte do Vietname. É uma cidade portuária do Vietnã, no delta do Rio Vermelho, junto ao Cua Cam, braço do Song Thai Binh (song quer dizer rio), a 16 km do golfo de Tonquim. Tem cerca de 1.980 mil habitantes.
Por ela escoa a produção da capital, Hanói. O nome da cidade significa "lugar onde o sol mergulha no mar". Desenvolveu-se como porto marítimo ao tempo do domínio francês.

## Incidente de Haifom, 1946
O chamado "incidente de Haifom" (20-23 de novembro de 1946) precipitou a I Guerra da Indochina. Um junco armado, interceptado pela alfândega, resistiu. Isso levou ao bombardeio da cidade por um cruzador francês. As estimativas de mortes variam entre 6000 e 20000. O resultado foi o rompimento e os primeiros combates (19 de dezembro) entre forças francesas e as "milícias defensivas" (Tu Vê), de Ho Chi Minh.
A proximidade das minas de carvão de Quang Yen (do outro lado da baía) facilitou a rápida industrialização da cidade, que é também a ponta de trilhos sul da ferrovia que liga Kunming, na República Popular da China, ao mar, passando por Lao Cai e Hanói. A cidade sofreu pesados bombardeios durante a fase americana da guerra do Vietnam e sua baía foi minada (8-V-1972). Os ataques aéreos da última fase da guerra foram dos mais devastadores da história.